# Willem van Horne (1550-1580)
Willem van Horne ook genaamd Willem van Heeze (ca. 1556 – Le Quesnoy, 8 november 1580) was een Nederlandse edelman ten tijde van de Nederlandse Opstand. Hij maakte diverse politieke wendingen en werd uiteindelijk wegens hoogverraad onthoofd.

## Levensloop
Horne werd geboren als vierde zoon van Maarten van Horne en Anna van Croÿ, dochter van Anton van Croÿ-Chimay. Zijn peetoom was Willem van Oranje. Hij was heer van der Clusen en vanaf 1573 heer van Heeze, Leende, Zesgehuchten en Geldrop, die hij erfde van zijn jong gestorven broer Filips.
Toen de Spaanse troepen na de dood van landvoogd Requesens aan het muiten sloegen, stelden de Staten van Brabant hem aan als kolonel van een nieuw gelicht regiment om de orde te herstellen. Met deze troepen voerde hij op 4 september 1576 een staatsgreep uit, waarbij de leden van de Raad van State onder arrest werden geplaatst. Hierna werd aangevangen met het beleg van het Spanjaardenkasteel. Hij werd hierop bevorderd tot kapitein-generaal en was de onbetwiste leider in Brussel en stond voortdurend in verbinding met Willem van Oranje.
Hij was een van de ondertekenaars van de Eerste Unie van Brussel op 9 januari 1577, die voorzag in de terugtrekking van de Spaanse troepen. Als katholiek was hij een tegenstander van de uitbreiding van het calvinisme en voorstander van een verzoening met Spanje. Dit leidde tot toenadering tot de nieuwe landvoogd Juan van Oostenrijk, die hem een jaargeld beloofde.
De nieuwe landvoogd vreesde echter de machtspositie van Willem van Horne. Bij de onderhandelingen met de Staten-Generaal drong hij aan op het ontslag van Willem van Horne en de verwijdering van zijn troepen uit Brussel. Het gemeentebestuur van Brussel stemde hier begin juli 1577 mee in.
Toen Juan van Oostenrijk korte tijd later in het offensief ging en Namen innam, werd Willem van Horne militair aanvoerder aan Staatse kant. Hij was bij de vijftien edelen die in september 1577 Matthias van Oostenrijk uitnodigden het landvoogdijschap over de Nederlanden op zich te nemen. Hij streed mee in de slag bij Gembloers op 31 januari 1578 en brak met Willem van Oranje toen deze zich de regering over deze provincie wou laten toevertrouwen. Het verblijf van Willem van Horne te Brussel, dat Willem van Oranje zeer genegen was, werd hierna onmogelijk. 
Willem van Horne begaf zich met zijn regiment naar Maastricht, waar hij werd benoemd tot militair gouverneur. Zijn troepen plunderden echter de omgeving en de getergde Maastrichtenaren klaagden hem aan wegens corruptie en wanbeleid, waarna hij in augustus 1578 weer wegtrok. 
Hij sloot zich in Brussel aan bij een groep edelen onder leiding van de heer van Champagney die ontevreden waren over de algehele religieuze tolerantie die door Willem van Oranje werd voorgesteld, en die eisten dat Brussel, als hoofdstad, katholiek moest blijven. Het gezelschap werd gearresteerd en zou zich in Antwerpen moeten verantwoorden; Willem van Horne kon echter onderweg ontsnappen. 
Hij voegde zich bij Emanuel Filibert van Lalaing, leider van de Malcontenten, en was een van de ondertekenaars van de Unie van Atrecht op 6 januari 1579. 
Misnoegd omdat de Spanjaarden zich niet aan hun beloften hielden, begon hij onderhandelingen met Frans van Anjou, die door Willem van Oranje in de functie van landvoogd werd geroepen. De Spaanse landvoogd Alexander Farnese kwam hierachter en liet hem gevangen zetten in Le Quesnoy. Hij werd op 7 november 1580 veroordeeld voor hoogverraad en de volgende dag onthoofd. Zijn bezittingen werden verbeurd verklaard.

## Huwelijk
De Hornes en de Egmonts sloten in 1579 een dubbele huwelijksalliantie: Willem trouwde met Maria van Egmont, dochter van Lamoraal van Egmont en Sabina van Beieren. Zijn zuster Maria trouwde met Filips van Egmont. Beide huwelijken bleven kinderloos.